# District d'Uzunkol
Le district d'Uzunkol (en kazakh : Ұзынкөл ауданы est un district de l'oblys de Kostanaï, situé au nord du Kazakhstan.

## Géographie
Le centre administratif du district est la ville d'Uzunkol.

## Démographie
En  2013, le district a une population de 23 881 habitants.